# Bernhard Möllmann
Bernhard Dietrich Friedrich Möllmann (* 10. September 1832 in Menslage; † 30. Dezember 1897 in Osnabrück) war ein Jurist, Politiker und Oberbürgermeister von Osnabrück.

## Familie
Möllmann war der Sohn des Kaufmanns Bernhard Möllmann und dessen Frau Anna Maria Adelheid Kernkamp. Sein Großvater war der Pastor Bernhard Möllmann in Menslage (1760–1839). Ab 1863 war er mit Hermine Püschelberger verheiratet und hatte fünf Kinder.

## Leben
Nach dem Abitur am Ratsgymnasium Osnabrück absolvierte er ein Jurastudium an der Universität Göttingen. Anschließend arbeitete er als Rechtsanwalt in Osnabrück. Möllmann trat 1863 als Stadtsekretär in den Dienst der Stadt Osnabrück, wurde 1866 zum Senator und 1877 zum Syndikus gewählt. 1892–1898 war er Oberbürgermeister von Osnabrück. In seine Amtszeit fällt die Anlage von Wasserleitungen und der Ausbau des Kanalsystems. Im Jahr 1891 wurde unter seinem Vorsitz das „evangelische Frauenheim“ an der Natruper Straße gegründet. Möllmann vertrat liberale Grundsätze und war ein Vorkämpfer für die liberal-kirchliche Richtung. Seine Grabstätte befindet sich auf dem Hasefriedhof in Osnabrück.
Von 1983 bis 1988 gehörte er dem preußischen Abgeordnetenhaus an. Am 3. Dezember 1888 wurde er auf Lebenszeit als Vertreter der Stadt Osnabrück zum Mitglied im Preußischen Herrenhaus berufen.

## Ehrungen
- Roter Adlerorden, IV. Klasse, verliehen anlässlich der Dreihundertjahrfeier des Ratsgymnasiums Osnabrück.
- Oldenburgischer Haus- und Verdienstorden des Herzogs Peter Friedrich Ludwig[1]

## Weblink
- Bernhard Möllmann bei chronosroma.eu (Memento vom 19. April 2014 im Webarchiv archive.today)